# Fats Domino

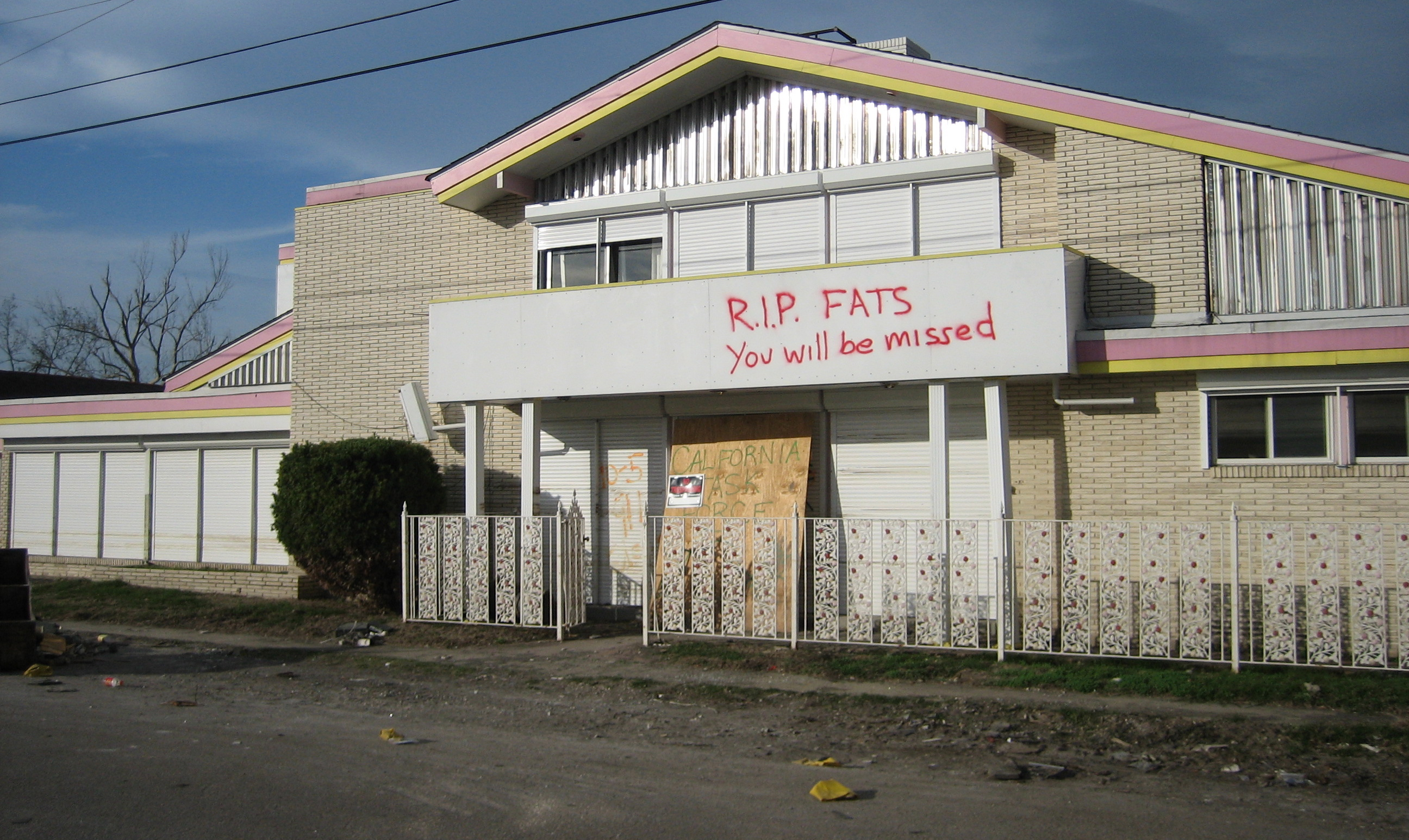
Graffiti op Domino's huis aangebracht toen het gerucht ging dat hij overleden was als gevolg van orkaan Katrina in 2005.

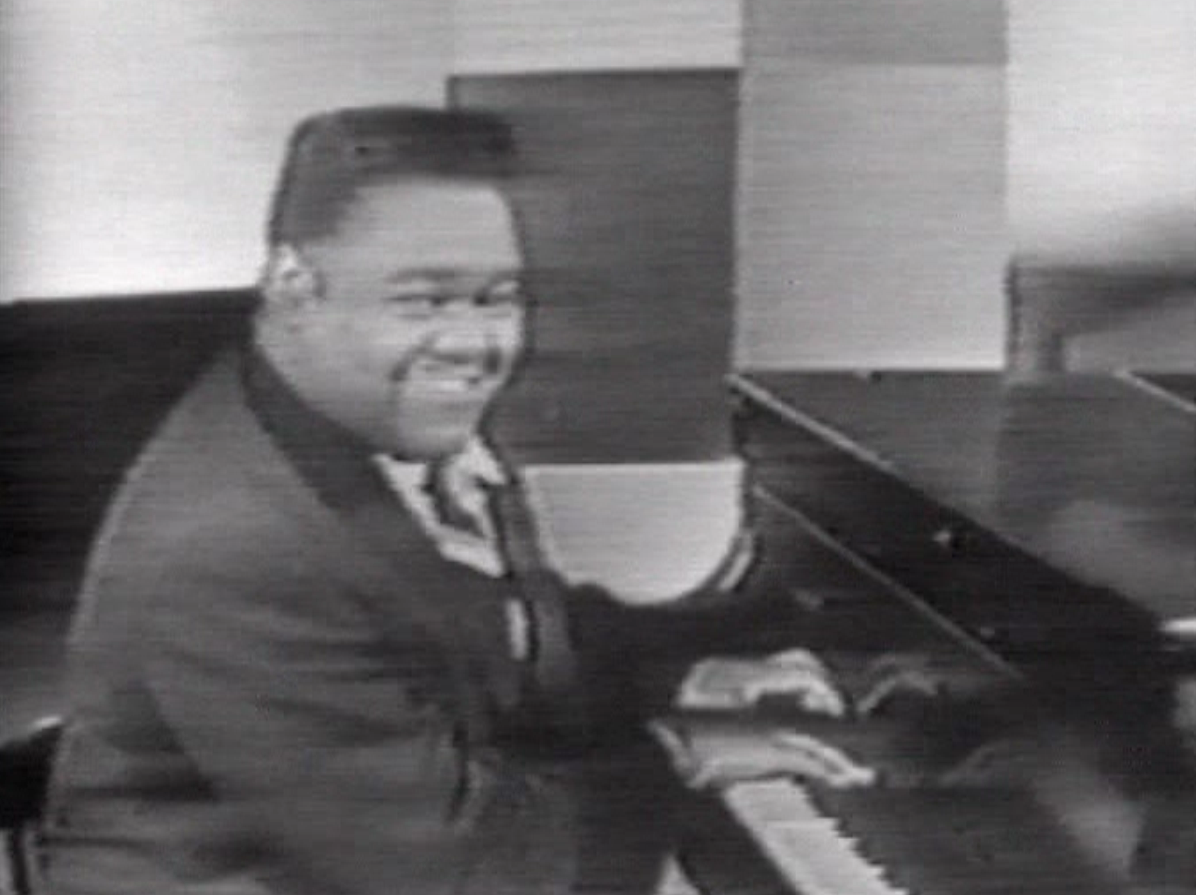
Domino was in 1956 te gast bij The Alan Freed Show, waar hij het lied "Blueberry Hill" speelde.

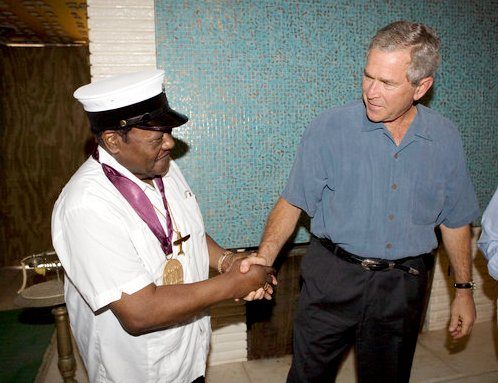
Fats Domino (links) schudt de hand van Amerikaans president George W. Bush, nadat deze hem de National Medal of Arts heeft opgespeld op 29 augustus 2006.

Antoine Dominique "Fats" Domino, Jr. (New Orleans, 26 februari 1928 – Harvey, 24 oktober 2017), was een Amerikaans r&b-zanger en -pianist. Hij was in de jaren 50 en 60 de bestverkopende Afro-Amerikaanse muzikant. Voor zijn bijdragen aan de rock-'n-roll werd Domino in 1986 opgenomen in de Rock and Roll Hall of Fame. Daarnaast werd hij ook opgenomen in The Louisiana Music en Songwriters Hall of Fame. Domino staat op nummer 25 in de Rolling Stone-lijst 100 Greatest Artists of All Time.

## Jeugd
Antoine Domino Jr. was het jongste kind van Antoine Caliste Domino (1879–1964) en Marie-Donatille Gros (1886–1971). De ouders waren afkomstig uit Vacherie, een buurtschap ten westen van New Orleans, stroomopwaarts aan de Mississippi en woonden in een landelijke wijk van New Orleans, de Lower Ninth Ward. De familie Domino had een Frans-Creoolse achtergrond en creools Frans was zijn eerste taal. Zoals de meeste van dergelijke families waren de Dominos katholiek. De vader van Domino speelde viool, maar zijn zwager jazzgitarist en banjospeler Harrison Verret leerde hem piano spelen en introduceerde hem in de muziekscene van New Orleans; op 10-jarige leeftijd trad Domino al op als zanger en pianist. Op 14-jarige leeftijd stopte Domino met de middelbare school, hij nam klusjes aan als fabriekswerk en ijssjouwen om rond te komen. Hij werd geïnspireerd door boogie-woogiepianisten als Meade Lux Lewis en zangers als Louis Jordan. In 1946 begon Domino piano te spelen bij bandleider Billy Diamond, die Domino vanwege zijn grote eetlust de bijnaam "Fats" gaf. In 1947 trouwde hij met Rosemary Hall, met wie hij tot haar overlijden in 2008 bleef samenwonen. Domino maakte al snel naam en in 1949 trok hij in zijn eentje een aanzienlijk publiek. Hij begon zijn eigen band in de Hideaway club, waar Dave Bartholomew en Lew Chud hem hoorden spelen.

## Carrière

### Imperial Records
Domino's platencarrière begon in 1949 toen hij een contract tekende bij het label Imperial Records van Lew Chudd, waar Dave Bartholomew net begonnen was als talentscout en producent. Samen schreven zij "The Fat Man", de bijnaam van Domino, dat een van de eerste rock-'n-rollplaten met een miljoenenverkoop zou worden. Het nummer werd op 10 december opgenomen in de J&M studio van Cosimo Matassa, met zang en piano van Domino, Earl Palmer op drums, Frank Fields op staande bas, Ernest McLean op gitaar, en saxofoonspelers Herbert Hardesty, Clarence Hall, Joe Harris, en Alvin "Red " Tyler, musici die tot de vaste kerngroep van de studio behoorden. "The Fat Man" was geïnspireerd op "Junker Blues" van Champion Jack Dupree (ontdaan van toespelingen op drugs) en bereikte een 2e plaats op de R&B-hitlijst. In 1952 waren er meer dan een miljoen exemplaren van verkocht. Imperial Records zette een tournee op voor Fats Domino met zangeres Jewel King, die destijds ook haar eerste hit had met "3 X 7 = 21", maar King trok zich op het laatste moment terug omdat haar man, Paul Gaytens gitarist Jack Scott, weigerde haar te laten touren met de band van Bartholomew.
In 1950 bracht Domino een tweetal 78 toerenplaten uit, "Little Bee" en "Hide Away Blues", die slechts lokaal succes hadden. In 1951 bereikte zijn bluesballad "Every Night About This Time" een 5e plaats op de Billboar R&B-lijst. Het was zijn eerste plaat met zijn kenmerkende pianotriolen. In 1952 bereikte "Goin' Home" de eerste plaats op de R&B-lijsten, alhoewel het een slecht opgenomen plaat was (Bartholomew lag overhoop met Chudd) verkocht de plaat vanwege de tekst, die actueel was tijdens de Koreaanse Oorlog. Naast zijn eigen platen werkte Domino ook mee aan sessies in de J&M-studio, zoals voor Lloyd Price, waar hij de instrumentale piano-intro van "Lawdy Miss Clawdy" verzorgde.
"'Ain't That a Shame" (zoals de meeste hits een Bartholomew/Domino compositie) werd uitgebracht in 1955 en bereikte een 1e plaats op de R&B-hitlijsten en een 10e positie op de Billboard Hot 100, de poplijst. De cover van Pat Boone bereikte daar de 1e plaats. "All By Myself" en "Poor Me" waren succesrijke opvolgers en bereikten ook de eerste plaats op de R&B-lijst. 
In 1956 kwam Domino's debuutalbum Rock and Rollin' with Fats Domino (mono) uit. Het bevatte een aantal van zijn recente hits en eerdere bluestracks die niet als singles waren uitgebracht. In hetzelfde jaar verschenen Fats Domino Rock and Rollin en This Is Fats Domino!.
Zijn opname uit 1956 van "Blueberry Hill", een nummer uit 1940 van Vincent Rose, Al Lewis en Larry Stock (die eerder was opgenomen door Glenn Miller, Gene Autry, Louis Armstrong en anderen), bereikte nummer 2 in de Billboard Juke Box-hitlijst gedurende twee weken en stond elf weken lang op nummer 1 in de R&B-hitlijst. Het was zijn grootste hit, waarvan in 1956 en 1957 wereldwijd meer dan 5 miljoen exemplaren werden verkocht. Het nummer werd vervolgens opgenomen door Elvis Presley, Little Richard en Led Zeppelin. 32 jaar later zou het nummer opgenomen worden in de Grammy Hall of Fame.

### ABC-Paramount, Mercury en Reprise
In 1963 waren de hoogtijdagen van de rock-'n-roll voorbij. Chudd verkocht Imperial Records in augustus 1963 aan Liberty Records. Bartholomew kreeg aanbiedingen om te verhuizen naar de Amerikaanse westkust, maar gaf de voorkeur om bij zijn in New Orleans te blijven. Hij en Domino verlieten het Imperial-label. Domino tekende bij ABC Records en kreeg als producer Felton Jarvis en als arrangeur Bill Justis. Hun opnamesessies vonden plaats in de professionele studio's in Nashville en leverden allen rijk georkestreerde singles. Maar wat voor artiesten als Ray Charles wel werkte, werkte niet voor Domino. De verkopen van zijn singles haalden bij lange na niet de miljoenenverkopen zoals in de Imperialtijd. Slecht "Red Sails in the Sunset" had een bescheiden succes. Er werden drie albums uitgebracht : Here Comes... Fats Domino, Fats on Fire en Getaway with Fats Domino. Na twee jaar stapte Domino over naar Mercury Records, waar hij een live-album en twee singles opnam (waaronder de Tony Bennett-cover "I Left My Heart in San Francisco"). Domino werkte weer samen met Bartholomew vooe diens Broadmoor-label en maakte daarna opnames voor Reprise Records. Bij Reprise kreeg hij een sterrengroep als begeleiders met King Curtis op tenorsax, James Booker  op piano en Earl Palmer op drums. Er werd een album Fats Is Back, dat een terugkeer naar zijn oude stijl aangaf. The Beatles-covers Lady Madonna en Lovely Rita waren opvullers, maar met Lady Madonna als single werd de top 100 bereikt. Daarna waren de ideeën op bij Reprise en liet men Domino vallen.

## Op tournee

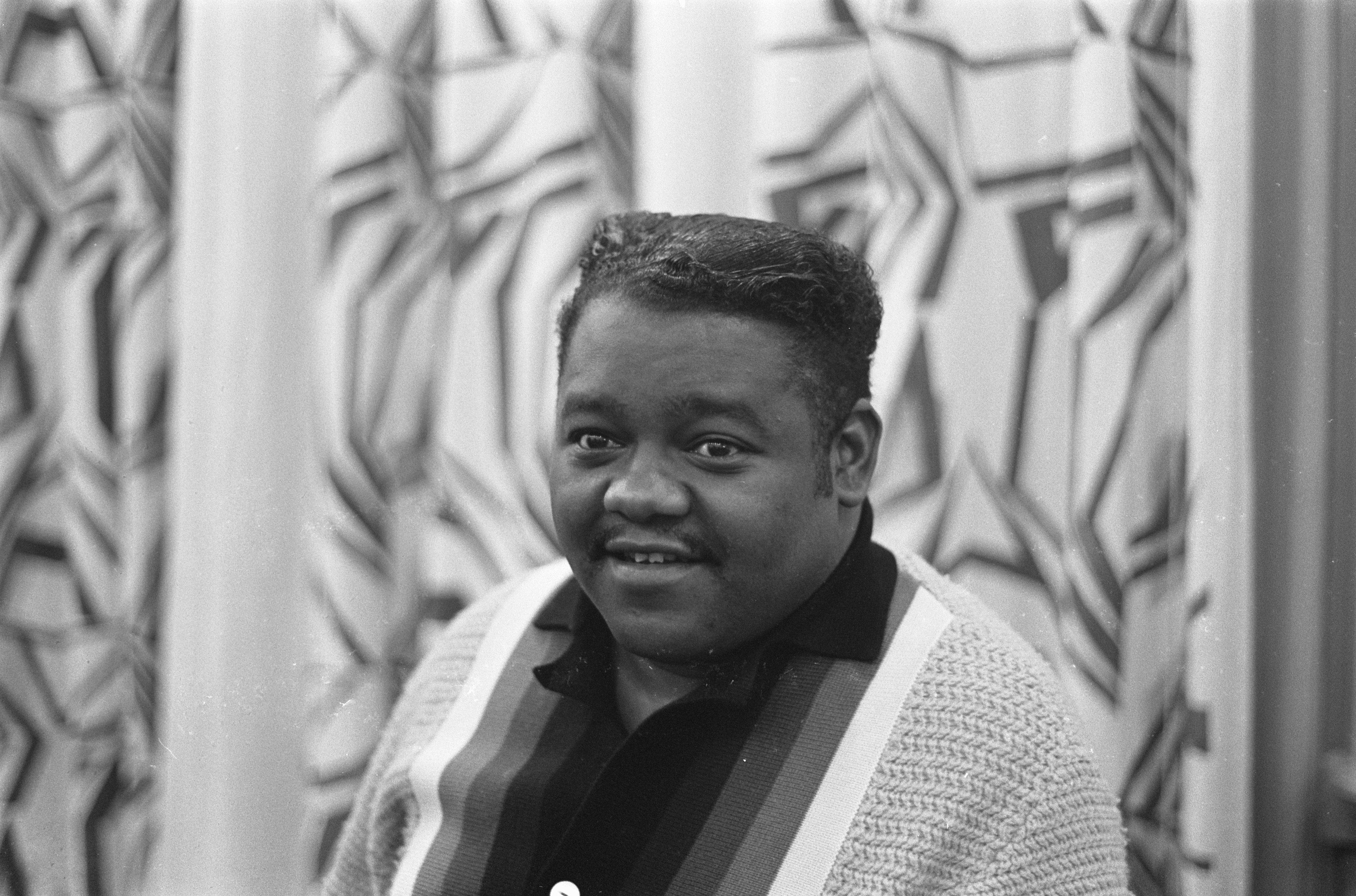
Fats Domino in Amsterdam, Fats tijdens zijn optreden in het Concertgebouw.

In de begindagen van zijn carrière was Domino terughoudend en had zijn zwager Harrison Verret mee op tournee nodig om moed te verzamelen. In de tweede helft van de jaren 1950 was Domino een van de best betaalde Amerikaansee acts geworden. Zijn meeste shows gaf hij in Las Vegas. In 1962 trad hij voor het eerst in Europa op,    
tijdens het Antibes Jazz Festival in Juan-les-Pins, maar het bevooroordeelde publiek floot hem uit. Op 3 november 1962 trad hij op in het Koninklijk Concertgebouw. Pas 5 jaar later in 1967 werd in Engeland zijn R&B meer op waarde geschat.
Domino trad meerdere malen op tijdens het North Sea Jazz Festival in Den Haag, de eerste keer in 1980, daarna in 1985.

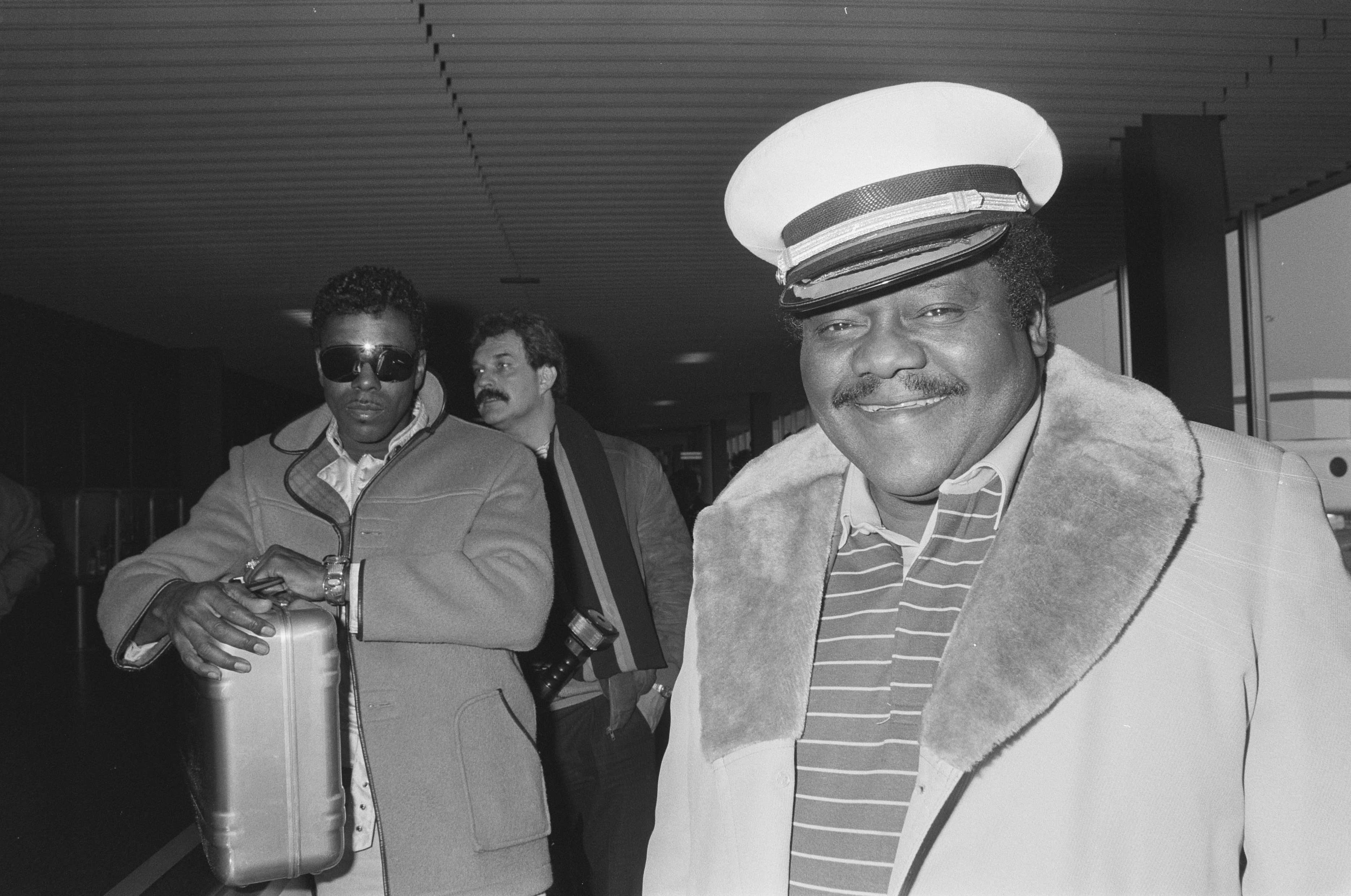
Aankomst Fats Domino op Schiphol in 1987.

### Nadagen van de carrière
Nadat in 2005 de orkaan Katrina een groot deel van zijn geboorteplaats onder water had gezet, werd Fats Domino korte tijd vermist, totdat zijn dochter hem herkende op foto's van geëvacueerden. Hij raakte bij deze natuurramp wel zijn gouden platen kwijt. Van de platenmaatschappij kreeg hij hiervoor reproducties terug.
Domino trad voor het laatst op op 19 mei 2006 in Tipitina's, een jazz- en bluesclub in New Orleans. Dit optreden werd opgenomen voor de in 2008 verschenen documentaire Walking Back to New Orleans.

## Domino in Nederland
Domino maakte 35 nummers die de Nederlandse Top 40 haalden, waaronder Whole Lotta Loving, Blue Monday en Blueberry Hill. Ook speelde Domino in de films Shake, Rattle & Rock! en The Girl Can't Help It. Gedurende de jaren 70 was Domino nog steeds actief, maar hij had niet meer zo veel succes als in de jaren 50 en 60. Op 14 juni 1974 trad hij op in De Doelen in Rotterdam met als supporting act Toni Macaroni and the swinging devils. In 1976 trad hij op in het programma Voor de vuist weg. In 1980 trad hij voor het eerst op bij het North Sea Jazz Festival. In 1990 was er een concert in de Rijnhal in Arnhem met in het voorprogramma Rob Hoeke.

## Gouden platen
Platen waarvan meer dan een miljoen exemplaren werden verkocht:
| - 1951 - The Fat Man (1949) - 1952 - Going Home - 1953 - Going to the River - 1953 - Please Don't Leave Me - 1953 - You Said You Love Me - 1953 - Don't Leave Me This Way - 1955 - Ain't That a Shame - 1955 - All by Myself - 1955 - I Can't Go On (Rosaly) - 1956 - Don't Blame It on Me / Bo Weevil - 1956 - My Blue Heaven / I'm in Love Again - 1956 - So Long / When My dreamboat Comes Home - 1956 - Blueberry Hill / Honey Chile | - 1956 - Blue Monday - 1957 - I'm Walkin' - 1957 - It's You I Love / Valley of Tears - 1958 - Whole Lotta Lovin' - 1959 - I'm Ready / Margie - 1959 - I'm Gonna Be a Wheel Someday - 1959 - Be My Guest - 1960 - Walkin' to New Orleans - 1960 - Three Nights a Week - 1960 - My Girl Josephine - 1961 - Shurah / Fell in Love on Monday - 1961 - Let the Four Winds Blow |

Bron: Fats Domino: Big Beat Blues van Paul MacPhail

## Hitlijsten

### Albums
| Album met eventuele hitnotering(en) in de Nederlandse Album Top 100 | Datum van verschijnen | Datum van binnenkomst | Hoogste positie | Aantal weken | Opmerkingen   |
| ------------------------------------------------------------------- | --------------------- | --------------------- | --------------- | ------------ | ------------- |
| 20 Greatest hits                                                    | 1976                  | 19-06-1976            | 2               | 20           | Verzamelalbum |
| Live at Montreux                                                    | 1976                  | 26-06-1976            | 17              | 12           | Livealbum     |
| In concert                                                          | 1976                  | 18-09-1976            | 30              | 5            | Livealbum     |
| 20 Greatest hits                                                    | 1978                  | 09-09-1978            | 10              | 14           | Verzamelalbum |
| Super album                                                         | 1986                  | 05-04-1986            | 31              | 10           | Verzamelalbum |
| They called me the fat man                                          | 1993                  | 13-11-1993            | 46              | 10           | Verzamelalbum |

### Singles
| Single met eventuele hitnotering(en) in de Nederlandse Top 40 | Datum van verschijnen | Datum van binnenkomst | Hoogste positie | Aantal weken | Opmerkingen                |
| ------------------------------------------------------------- | --------------------- | --------------------- | --------------- | ------------ | -------------------------- |
| Pré-Top 40                                                    |                       |                       |                 |              |                            |
| Blueberry hill                                                | 1957                  | 06-1957               | 6               | 8            |                            |
| I'm walking                                                   | 1957                  | 07-1957               | 10              | 4            |                            |
| Wait and see                                                  | 1958                  | 04-1958               | 10              | 4            |                            |
| The big beat                                                  | 1958                  | 07-1958               | 10              | 4            |                            |
| Be my guest                                                   | 1960                  | 03-1960               | 11              | 12           |                            |
| Walkin' to New Orleans                                        | 1960                  | 02-09-1960            | 15              | 1            |                            |
| My girl Josephine                                             | 1960                  | 25-11-1960            | 4               | 19           |                            |
| Let the four winds blow                                       | 1961                  | 10-1961               | 16              | 12           |                            |
| What a party                                                  | 1962                  | 01-1962               | 23              | 8            |                            |
| Jambalaya (On the bayou)                                      | 1962                  | 13-04-1962            | 5               | 11           |                            |
| Dance with Mr. Domino                                         | 1962                  | 11-1962               | 27              | 4            |                            |
| Stop the clock                                                | 1963                  | 01-1963               | 21              | 4            |                            |
| There goes my heart again                                     | 1963                  | 09-08-1963            | 5               | 14           |                            |
| When I'm walking                                              | 1963                  | 15-11-1963            | 7               | 3            |                            |
| Pre-top 40 (Tijd voor Teenagers Top 10)                       |                       |                       |                 |              |                            |
| Red sails in the sunset                                       | 1963                  | 30-11-1963            | 6               | 6            |                            |
| Bye baby bye bye                                              | 1964                  | 02-1964               | 22              | 4            |                            |
| Lazy lady                                                     | 1964                  | 02-05-1964            | 14              | 14           |                            |
| Old man trouble                                               | 1964                  | 30-05-1964            | 19              | 8            |                            |
| Sally was a good old girl                                     | 1964                  | 17-11-1964            | 36              | 6            |                            |
| Top 40                                                        |                       |                       |                 |              |                            |
| Honest papas love their mamas better                          | 1968                  | 06-07-1968            | 13              | 7            |                            |
| Lady Madonna                                                  | 1968                  | 14-09-1968            | tip             | -            |                            |
| Lovely Rita                                                   | 1968                  | 26-10-1968            | 18              | 7            |                            |
| Everybody's got something to hide except me and my monkey     | 1969                  | 29-03-1969            | tip             | -            |                            |
| Blueberry hill                                                | 1976                  | 12-06-1976            | 2               | 10           | Nr. 2 in de Single Top 100 |

| Single met hitnotering(en) in de Vlaamse Ultratop 50 | Datum van verschijnen | Datum van binnenkomst | Hoogste positie | Aantal weken | Opmerkingen |
| ---------------------------------------------------- | --------------------- | --------------------- | --------------- | ------------ | ----------- |
| Blueberry hill                                       | 1957                  | 01-03-1957            | 2               | 30           |             |
| My girl Josephine                                    | 1960                  | 01-12-1960            | 5               | 16           |             |
| Let the four winds blow                              | 1961                  | 01-10-1961            | 15              | 4            |             |
| Jambalaya                                            | 1961                  | 01-01-1962            | 3               | 12           |             |
| Stop the clock                                       | 1962                  | 01-11-1962            | 18              | 4            |             |
| Red sails in the sunset                              | 1963                  | 01-11-1963            | 14              | 4            |             |
| Song for Rosemary                                    | 1963                  | 01-11-1963            | 11              | 4            |             |
| There goes my heart again                            | 1963                  | 01-07-1963            | 9               | 12           |             |
| When I'm walking                                     | 1963                  | 01-09-1963            | 16              | 8            |             |
| Bye baby, bye bye                                    | 1963                  | 01-01-1964            | 20              | 8            |             |

### Dvd's
| Muziek-dvd met eventuele hitnotering(en) in de Nederlandse Muziek Dvd Top 30 | Datum van verschijnen | Datum van binnenkomst | Hoogste positie | Aantal weken | Opmerkingen |
| ---------------------------------------------------------------------------- | --------------------- | --------------------- | --------------- | ------------ | ----------- |
| The big beat - Fats Domino and the birth of Rock 'n' Roll                    | 2016                  | 21-05-2016            | 8               | 1            |             |

### NPO Radio 2 Top 2000
| Nummers met noteringen in de NPO Radio 2 Top 2000 | '99  | '00  | '01  | '02  | '03  | '04  | '05  | '06  | '07  | '08  | '09 | '10  | '11 | '12 | '13 | '14 | '15  | '16  | '17 | '18  | '19  | '20  | '21  | '22  | '23  | '24  |
| ------------------------------------------------- | ---- | ---- | ---- | ---- | ---- | ---- | ---- | ---- | ---- | ---- | --- | ---- | --- | --- | --- | --- | ---- | ---- | --- | ---- | ---- | ---- | ---- | ---- | ---- | ---- |
| Blue Monday                                       | -    | 1419 | -    | -    | -    | -    | -    | -    | -    | -    | -   | -    | -   | -   | -   | -   | -    | -    | -   | -    | -    | -    | -    | -    | -    | -    |
| Blueberry Hill                                    | 350  | 346  | 563  | 456  | 482  | 505  | 399  | 431  | 373  | 417  | 394 | 455  | 449 | 706 | 801 | 830 | 1071 | 1045 | 643 | 1229 | 1427 | 1544 | 1410 | 1712 | 1761 | 1934 |
| I'm Walkin'                                       | -    | -    | -    | -    | -    | -    | -    | 1558 | 1796 | -    | -   | -    | -   | -   | -   | -   | -    | -    | -   | -    | -    | -    | -    | -    | -    | -    |
| Margie                                            | -    | 1682 | -    | -    | -    | -    | -    | -    | -    | -    | -   | -    | -   | -   | -   | -   | -    | -    | -   | -    | -    | -    | -    | -    | -    | -    |
| Red sails in the sunset                           | 1358 | -    | 1375 | 1828 | 1313 | 1574 | 1458 | 1716 | 1452 | 1541 | -   | 1983 | -   | -   | -   | -   | -    | -    | -   | -    | -    | -    | -    | -    | -    | -    |
| There Goes My Heart Again                         | -    | -    | -    | -    | -    | -    | -    | 1732 | 1696 | -    | -   | -    | -   | -   | -   | -   | -    | -    | -   | -    | -    | -    | -    | -    | -    | -    |

1. ↑  Een '-' betekent dat het nummer niet was genoteerd en een vetgedrukt getal geeft de hoogste notering van een nummer aan.

- Bibsys: 3103113
- Biblioteca Nacional de España: XX869165
- Bibliothèque nationale de France: cb138933471 (data)
- CiNii: DA16823395
- Digitale Bibliotheek voor de Nederlandse Letteren: domi015
- Gemeinsame Normdatei: 134022297
- International Standard Name Identifier: 0000 0001 1467 141X
- Library of Congress Control Number: n82145590
- Nationale Bibliotheek van Letland: 000255119
- MusicBrainz: e787de5d-49e2-4b1f-9bde-1fd3a671b971
- Nationale Bibliotheek van Tsjechië: xx0053527
- Nationale bibliotheek van Australië: 36044854
- Nationale Bibliotheek van Israël: 987007331996205171
- Nederlandse Thesaurus van Auteursnamen: 071310304
- Istituto Centrale per il Catalogo Unico: TO0V264063
- LIBRIS: 299337
- SNAC: w6kh1v1f
- Système universitaire de documentation: 079000827
- Trove: 1199791
- Virtual International Authority File: 7573689
- WorldCat: E39PBJvt4tCkhJKgqpTF4jvWDq